# Ângulo esférico
Na geometria esférica, o ângulo esférico de três pontos A, B e C localizados sobre uma esfera de centro O, {\displaystyle A{\hat {B}}C\,}, é o ângulo diedro entre os planos OAB e OBC. É o ângulo, formado por dois arcos de circunferências máximas. Sua medida é a mesma do ângulo plano formado pelas semirretas tangentes a esses arcos.